# David Byron
David Byron (Epping, 29 gennaio 1947 – Maidenhead, 28 febbraio 1985) è stato un cantante britannico.
È famoso per essere stato la voce degli Uriah Heep.

## Biografia
David John Garrick nacque il 29 gennaio 1947 ad Epping vicino a Chingford ed ebbe un approccio molto precoce con la musica; in seguito cambiò ufficialmente il proprio cognome in Byron e divenne cantante semi-professionista con la sua entrata nei The Stalkers e, successivamente, professionista quando - insieme a Mick Box - fondò gli Spice che sarebbero poi diventati gli Uriah Heep nel 1970.

### Negli Uriah Heep
Nel 1975, dopo aver raggiunto il successo con gli Heep, David Byron fa uscire il suo primo album da solista su etichetta Bronze Records. L'album si titola Take No Prisoners e vede la partecipazione di Mick Box e Lee Kerslake. Malgrado il successo, quelli erano stati anni difficili per David che, a causa del suo alcolismo, fu congedato dagli Uriah Heep alla fine del tour in Spagna svoltosi nel luglio del 1976, ufficialmente per via di divergenze inconciliabili.
Determinato a proseguire la sua carriera da solo, Byron reclutò Clem Clempson alla chitarra e il batterista Geoff Britton che formarono insieme a lui i Rough Diamond. Registrarono anche un album omonimo che non andò molto bene. Con la collaborazione del compositore e polistrumentista Daniel Boone e di alcuni turnisti - tra i quali il famoso batterista Stuart Elliot - David incise il suo secondo LP da solista intitolato Baby Faced Killer che non ottenne alcun successo commerciale. Successivamente David si unì al chitarrista Robin George e formò la The Byron Band. Accolto fra le file della Creole Records, David fece uscire due singoli: Every Inch Of The Way con al lato B il pezzo Routine e Never Say Die con al lato B Tired Eyes, prima di far uscire nel 1981 il suo terzo album da solista dal titolo On The Rocks. Sfortunatamente, come per i Rough Diamond, il successo non arrivò.

### La morte
David Byron fu ritrovato morto nella sua casa di Maidenhead il 28 febbraio 1985.

## Discografia

### Solista
- 1975 - Take No Prisoners
- 1978 - Baby Faced Killer

### Con gli Uriah Heep

#### Album in studio
- 1970 - ...Very 'Eavy ...Very 'Umble
- 1971 - Salisbury
- 1971 - Look at Yourself
- 1972 - Demons & Wizards
- 1972 - The Magician's Birthday
- 1973 - Sweet Freedom
- 1974 - Wonderworld
- 1975 - Return to Fantasy
- 1976 - High and Mighty

#### Live
- 1973 - Uriah Heep Live

### Con i Rough Diamond
- 1977 - Rough Diamond

### Con la Byron Band
- 1981 - On the Rocks
- 2003 - Lost and Found